# Scoparia pallidula
Scoparia pallidula là một loài bướm đêm trong họ Crambidae.